# Ildar Amirow
Ildar Rafikowicz Amirow (ur. 9 października 1987) – kirgiski piłkarz występujący na pozycji napastnika.

## Kariera klubowa
Amirow karierę rozpoczynał w 2006 roku w zespole Muras-Sport Biszkek. W 2007 roku odszedł do Dordoj-Dinamo Naryn. Zdobył z nim trzy mistrzostwa Kirgistanu (2007, 2008, 2009) oraz Puchar Kirgistanu (2008). W 2011 roku zespół zmienił nazwę na Dordoj Biszkek. W tym samym roku Amirow wygrał z nim mistrzostwo Kirgistanu i Superpuchar Kirgistanu. W 2012 roku wyjechał do Tajlandii, by grać w tamtejszym Udon Thani FC. Jednak jeszcze w tym samym roku wrócił do Kirgistanu, gdzie został graczem drużyny Abdysz-Ata Kant. Następnie występował w Ałaju Osz, z którym w 2015 roku zdobył z nim mistrzostwo Kirgistanu.
Po tym sukcesie Amirow odszedł do tureckiego klubu Şekerspor A.Ş.

## Kariera reprezentacyjna
W reprezentacji Kirgistanu Amirow zadebiutował 7 marca 2007 roku w przegranym 0:2 towarzyskim meczu z Kazachstanem. 28 sierpnia 2009 roku w wygranym 4:1 towarzyskim spotkaniu ze Sri Lanką strzelił pierwszego gola w drużynie narodowej.